# Bras Cimon
Bras Cimon är ett vattendrag i Kanada.   Det ligger i provinsen Québec, i den östra delen av landet, 500 km nordost om huvudstaden Ottawa.
Omgivningarna runt Bras Cimon är en mosaik av jordbruksmark och naturlig växtlighet. Runt Bras Cimon är det ganska tätbefolkat, med 222 invånare per kvadratkilometer.